# Stazione di Olgiate-Calco-Brivio
Stazione di Olgiate-Calco-Brivio vasútállomás Olaszországban, Lombardia régióban, mely Olgiate Molgora, Calco és Brivio településeket szolgálja ki.

## Vasútvonalak
Az állomást az alábbi vasútvonalak érintik:
- Lecco–Milánó-vasútvonal

## Kapcsolódó állomások
A vasútállomáshoz az alábbi állomások vannak a legközelebb:
- Stazione di Airuno
- Stazione di Cernusco-Merate